# 안녕, 나의 크라머

《안녕, 나의 크라머》(일본어: さよなら私のクラマー)은 아라카와 나오시가 원작한 일본의 만화이다. 《월간 소년 매거진》(코단샤)에서 2016년 6월호부터 2021년 1월호까지 연재되었다.

## 줄거리
중학교를 회색빛으로 마무리 한 윙, 스오 스미레. 그녀는 라이벌이었던 소시자키 미도리에게 "같은 팀에 들어가자, 외톨이로 만들지 않을게."라는 제안을 받는다.

## 등장 인물
타세 에리코
미야사카 마코토
키쿠치 유이
키시 아유무
온다 노조미
에치젠 사와
스오 스미레
소시자키 미도리